# Oskar Atzinger
Oskar Atzinger (* 30. Juli 1963 in Passau) ist ein rechtsextremer deutscher Politiker (seit 2013 AfD, zuvor von 1993 bis 2008 REP). Seit Februar 2022 ist er Abgeordneter im Bayerischen Landtag.

## Leben
Atzinger besuchte die Grundschule in Tittling, absolvierte 1982 sein Abitur nach dem Besuch des Landgraf-Leuchtenberg-Gymnasiums Grafenau und leistete anschließend Wehrdienst in Murnau am Staffelsee und Freyung. Er studierte von 1983 bis 1989 Zahnmedizin in München und Würzburg. Daraufhin praktizierte bis 1992 als Stabsarzt in Bogen, Braunschweig und Regensburg. Anschließend eröffnete er eine Zahnarztpraxis in Passau. Später arbeitete er als angestellter Zahnarzt, bis ihm im Zuge der COVID-19-Pandemie gekündigt wurde, weil er eine Impfung gegen das Virus verweigerte. Er ist Oberfeldarzt der Reserve.
Atzinger ist Alter Herr der Pennalen Burschenschaft Normannia Winterberg zu Passau.

## Politik
Atzinger gehörte ab 1993 den Republikanern an und war zeitweise auch Passauer Kreisvorsitzender der Partei. Er kandidierte im März 2008 als Landrat im Landkreis Passau und erhielt drei Prozent der Stimmen. Von 2008 bis 2014 war er Mitglied des Kreistages des Landkreises Passau. Im Mai 2008 wurde er nach einem Urteil des Bundesschiedsgerichtes der Republikaner aus der Partei ausgeschlossen. Der Ausschluss wurde dadurch begründet, dass Atzinger in eklatanter Weise gegen die strikten Abgrenzungsbeschlüsse hinsichtlich der NPD verstoßen habe; unter anderem habe er beispielsweise Wahlabsprachen mit der NPD getroffen und eine Gedenkfeier unter Beteiligung von NPD-Mitgliedern veranstaltet. Zudem habe Atzinger das Bundespräsidiumsmitglied der Republikaner Dieter Hübing tätlich angegriffen.
Atzinger war 2013 an der Gründung der Wählervereinigung Alternative für Passau beteiligt, die wenig später in Pro Passau umbenannt wurde. Auf Nachfrage zu seiner Aktivität im als rechtsradikal eingeschätzten Verein „Pro Bayern“, wo er als Schatzmeister tätig gewesen sei, verweigerte Atzinger eine Antwort. Für Pro Passau zog er 2014 in den Passauer Stadtrat ein. Nach der Auflösung von Pro Passau Anfang 2018 kündigte er an, sein Stadtratsmandat künftig für die AfD wahrnehmen zu wollen. Ende Januar 2020 legte er sein Stadtratsmandat nieder, da er seinen Zweitwohnsitz in der Stadt Passau aufgab.
Bei der Landtagswahl in Bayern 2018 kandidierte er für die AfD im Stimmkreis Passau-West, verpasste jedoch zunächst den Einzug in den Landtag. Am 28. Februar 2022 rückte er für den verstorbenen Josef Seidl in den Bayerischen Landtag nach. Er übte sein Mandat zunächst als fraktionsloser Abgeordneter aus und wurde am 30. März 2022 in die AfD-Fraktion aufgenommen. Bei der Landtagswahl 2023 zog er erneut in den Landtag ein.

### Positionen und Kontroversen
Während der Plenardebatten im Bayerischen Landtag verursachten Aussagen Atzingers mehrfach Kontroversen. Er behauptete, dass der Überfall Russlands auf die Ukraine „die Folge einer expansiven Politik der NATO, die die berechtigten Sicherheitsinteressen Russlands ignoriert“ gewesen sei. Zudem werde der Konflikt „absichtlich geschürt (…), um von innenpolitischen Schwierigkeiten abzulenken.“
Die Corona-Impfung bezeichnete er als „größtes medizinisches Experiment der Menschheitsgeschichte.“
Während einer bildungspolitischen Debatte sagte Atzinger: „Jeder Vykladach aus der Ukraine und jeder Ögretmen aus der Türkei soll in Zukunft in Bayern unterrichten dürfen, vermutlich in seiner Landessprache; denn die deutschen Kinder werden ohnehin bald in der Minderheit sein.“
Atzinger sprach davon, dass der „Fortbestand des Volkes“ in Gefahr sei, weil die „deutschen Familien“ nicht mehr genügend Kinder bekämen und behauptete, dass Migranten „importiert“ würden, um ihnen „das Kinderkriegen“ zu überlassen. Er sprach auch von „Islamisierung des Abendlandes“ und von „Bevölkerungsaustausch“ und bediente sich der Wortwahl von Reichsbürgern. Wörtlich sagte er: „Wer nicht sieht, dass der Bevölkerungsaustausch in vollem Gange ist, der ist entweder blind oder blöd oder Erfüllungspolitiker der Besatzungsmacht.“ Atzinger erklärte hierzu auf Nachfrage, dass er überzeugt sei, dass Deutschland kein souveräner Staat sei. Zudem sagte er, dass „weiterhin amerikanische Besatzungssoldaten auf deutschem Boden“ stationiert seien.
Einen Tag nach der Debatte zum Abschlussbericht des zweiten NSU-Untersuchungsausschusses im Bayerischen Landtag, zitierte Atzinger bei einer anderen Debatte im Plenum den Spruch von Paulchen Panther: „Ich komme wieder, keine Frage.“ Diese Wortwahl wurde als bewusstes Zitat gewertet, um straffrei die Unterstützung zu dieser terroristischen Gruppierung deutlich machen zu können.
Die Direktkandidaten von Bündnis 90/Die Grünen, SPD, Freien Wählern und FDP bei der Landtagswahl 2023 im Stimmkreis Regen, Freyung-Grafenau kritisierten die Einladung Atzingers zu einer Podiumsdiskussion in einem offenen Brief. Er sei „kein normaler Abgeordneter, dem man auf Augenhöhe im demokratischen Diskurs begegnen könnte“ hieß es darin; er sei ein „rassistischer Rechtsextremer“, der sich zur Reichsbürgerbewegung bekenne. Die Direktkandidaten stellten in ihrem Brief dar: „Eine wehrhafte Demokratie ist die Lehre aus dem Scheitern der Weimarer Republik, als die Feinde der Demokratie sie mit ihren eigenen Mitteln vernichtet hatten. Politiker, die ganz offen gegen die freiheitlich-demokratische Grundordnung kämpfen, rassistische Hetze verbreiten und sich zu verbrecherischen Bewegungen bekennen, dürfen nicht hofiert oder salonfähig gemacht werden.“
Atzinger behauptete 2022, „in unserem Land kann es durchaus strafbar sein, die Wahrheit zu sagen“, weshalb er sich wundere, noch nicht strafrechtlich in Erscheinung getreten zu sein. Auf Nachfrage, welche „Wahrheit“ er damit konkret meine, verweigerte er die Antwort.